# Kanzlei
Der Begriff Kanzlei (von mittelhochdeutsch kanzelie, ursprünglich der mit Schranken eingehegte Raum einer Behörde, besonders eines Gerichtshofes; zu lateinisch cancelli „Schranken“) bezeichnet heute häufig das Büro eines Rechtsanwalts (Anwaltskanzlei), Patentanwalts oder Notars (Notariatskanzlei). Branchenüblich wird die Bezeichnung Kanzlei auch von Steuerberatern verwendet. Mittlerweile wird diese Bezeichnung gelegentlich auch von Versicherungsmaklern und Unternehmensberatern geführt. Bei Gericht wird die für die Ausfertigung von Urkunden und die Durchführung des Schriftverkehrs zuständige Abteilung als Gerichtskanzlei oder Gerichtsschreiberei bezeichnet. Die Schreiber einer Kanzlei wurden als Kanzlisten oder Kanzellisten bezeichnet.
Mit Kanzlei wird auch eine Behörde der obersten Verwaltungsebene bezeichnet, die über keinen eigenen Verwaltungsunterbau verfügt und in der Regel keine Ressortzuständigkeit wahrnimmt, sondern Koordinierungs- und Abstimmungsfunktionen ausübt (z. B. Reichskanzlei, Bayerische Staatskanzlei, Sächsische Staatskanzlei).
Im behördlich-diplomatischen Sprachgebrauch ist die Kanzlei (oder Botschaftskanzlei) das Gebäude, das die Verwaltung der Botschaft beherbergt, im Gegensatz zur Residenz, in der der Botschafter seinen Amts- und Wohnsitz hat; beide können am selben Ort, aber auch kilometerweit getrennt sein.

## Geschichte

### Allgemein
Historisch gesehen ist die Kanzlei die Behörde des Regenten oder einer Stadt, die den Schriftverkehr führt und archiviert und für Beurkundungen zuständig ist. Der Leiter einer solchen Kanzlei war der Kanzler (von lateinisch cancellarius).
Ab dem 4. Jahrhundert gab es erstmals eine Apostolische Kanzlei als Einrichtung der römischen Kurie. Später wurde der Begriff für Behörden der langobardischen Könige und im Frankenreich übernommen. Leiter war ein Kanzler bzw. Erzkanzler.
Das Byzantinische Reich führte die Verwaltungstradition des Spätrömischen Reiches fort und verfügte bis zu seinem Untergang 1453 – im Lauf der Jahrhunderte in unterschiedlicher Ausgestaltung – über eine Kanzlei im Sinne einer Verwaltungsbehörde.
Im Mittelalter erlangten Kanzleien hohe Bedeutung (siehe auch Entwicklung der Reichskanzlei). Allerdings entwickelte sich die Kanzlei von Land zu Land unterschiedlich. Im Frankreich des Ancien Régime hatte der Kanzler von Frankreich eine herausragende Stellung. Er saß insbesondere dem Geheimen Rat des Königs (Conseil privé) vor, den der König so gut wie nie aufsuchte und in dem der Kanzler in seinem Namen handelte.

### Heiliges Römisches Reich
Der Erzbischof von Mainz war Kurfürst und rangierte im damit verbundenen Amt des Reichserzkanzlers protokollarisch gleich hinter dem Kaiser. Der Begriff Reichskanzlei wurde bereits für eine Behörde im Heiligen Römischen Reich verwendet, die Reichskanzlei in der Wiener Hofburg. Nominell stand ihr der Erzbischof von Mainz als Reichserzkanzler vor. Faktischer Leiter war aber der Reichsvizekanzler.
Die auf den Kanzleien übliche allgemeine Kanzleisprache bot Martin Luther die Voraussetzung der Schaffung einer einheitlichen deutschen Schriftsprache.
Daneben existierten Kanzleien der Reichskreise. Ferner bestanden Kanzleien der einzelnen Reichsstände und ihrer Personalunionen, die Hofkanzleien: Seit spätestens 1620 gab es eine Österreichische Hofkanzlei, sie war die zentrale Behörde für die österreichischen Erblande. Daneben existierte ab 1527 eine Böhmische Hofkanzlei.

### Deutschland
Nach der Reichsgründung von 1871 bezeichnete die Reichskanzlei in Berlin, die Behörde des Reichskanzlers des Deutschen Reichs von 1878 bis 1945. Sie war vor allem für den Verkehr des Reichskanzlers mit den übrigen Reichs- und Staatsorganen verantwortlich.
Mit Kanzlei wird heute in Deutschland auch eine Behörde der obersten Verwaltungsebene bezeichnet, die über keinen eigenen Verwaltungsunterbau verfügt und in der Regel keine Ressortzuständigkeit wahrnimmt, sondern Koordinierungs- und Abstimmungsfunktionen ausübt (z. B. Bayerische Staatskanzlei, Sächsische Staatskanzlei). Die als Büro des Bundeskanzlers agierende Behörde wird jedoch nicht als „Bundeskanzlei“, sondern als Bundeskanzleramt bezeichnet.
Aufgrund des halboffiziellen Charakters der deutschen Rechtsanwaltschaft (Organ der Rechtspflege) werden auch heute noch verschiedene Begriffe aus der Verwaltungssprache auf den Anwaltsberuf angewendet. Beispiele sind Kanzlei und Gebühren.

### Schweiz
In der Schweiz ist der Begriff heute noch üblich für die Bezeichnung von Stabsstellen von Regierungen, vgl. Gemeindekanzlei, Staatskanzlei (der Kantone) und Bundeskanzlei, der Stabsstelle des Bundesrates (der Schweizer Bundesregierung).
Er wird aber auch für Stellen und Büros bei privatrechtlichen und öffentlich-rechtlichen Körperschaften verwendet, die in regem Kontakt mit Ämtern, Behörden und Regierungsstellen stehen. Er wird auch für die einzelnen Büroräumlichkeiten dieser Stellen verwendet. Eine Kanzlei wird in der Regel von einem Kanzleichef geleitet. Ebenso wird der Begriff in der Schweizer Armee für Adjutanturen innerhalb von Kommandoposten (insbesondere in den höheren Stäben der Armee) verwendet. Es gibt in der Armee eigens eine entsprechende Ausbildung zum Sekretär (Mitarbeiter der Kanzlei im Soldaten- oder Unteroffiziersrang). Die übergeordneten Stellen sind der Stabssekretär (Kadermitarbeiter im Offiziersrang) und der Kanzleichef (Leiter der Kanzlei).

### Österreich
Auch in Österreich ist der Begriff für Verwaltungseinrichtungen z. B. des Bundesheeres (Sicherheitskanzlei, Kanzleischreiber), vor allem aber auch für Rechtsanwaltsbüros und Notariate gebräuchlich. Er wird auch für einzelne Büroräumlichkeiten in staatlichen Dienststellen verwendet. Die Mitarbeiter einer Kanzlei werden hier als „Kanzlisten“ bezeichnet.
Die seit 1918 als Büro des Bundeskanzlers agierende Behörde wird jedoch nicht als „Bundeskanzlei“, sondern als Bundeskanzleramt bezeichnet.

### Dänemark
Neben der Dänischen Kanzlei bestand eine Deutsche Kanzlei für die Verwaltung der Herzogtümer Schleswig und Holstein.

### Großbritannien
Die Deutsche Kanzlei in London verwaltete das Königreich Hannover.